# スオミ KP/-26
スオミ KP/-26とは、フィンランドで開発された短機関銃である。
“KP”とはフィンランド語で短機関銃を意味する“Konepistooli”の略称であり、スオミ（Suomi）とはフィンランドを指す言葉である。

## 開発経緯
1926年、アイモ・ラハティが、スオミ KP/-22を経て開発したフィンランド軍初の制式量産短機関銃であり、木製ストックに円筒形レシーバーと穴空きバレル・ジャケットを備えていた。
コッキング・ハンドルとボルトが別になっているため射撃時の動揺を軽減でき、開口部が排莢口だけのため異物の侵入を抑えられた。レシーバー後端にねじ込まれたエンドキャップには、ボルト後退時に開く排気用逆止弁が内蔵され、排気はエンドキャップ下面に開けられた複数の小穴から出された。ボルトが前進する際には逆止弁が閉じるため、ボルトの後ろの空間が負圧となり、ボルトの前進速度を下げる効果を持っていた。またエンドキャップ後面には逆止弁のばね圧力を加減するノブが設けられ、ばねを圧縮すると逆止弁を開かせる空気圧が高まり、ボルト後退時にエアバッファーとして機能することにより発射速度を変更することが出来た。また、銃身の交換も容易で、レシーバー右前端のクランプレバーを数回回して緩めると、バレルジャケットをねじ外し、次いで銃身を抜き取ることができた。
レシーバーの右側面にはセレクターレバーが設けられ、安全・全自動・半自動を切り換えることができた。
しかし、ボトルネック型の弾薬を収納するために大きくカーブしたバナナ型弾倉は、送弾不良（ジャム）をよく起こした。試験的に7.62mmX25弾（7.63mmモーゼル弾）を使用するものも製作された。
1930年、使用弾薬を9mmパラベラム弾、弾倉をバナナ型からドラム型に変更し、各部品を量産に適した構造とする改良を施したスオミ KP/-31が開発された。